# تیم اسکات
تیم اسکات (به انگلیسی: Tim Scott) (زادهٔ ۱۹ سپتامبر ۱۹۶۵) نخستین سناتور سیاهپوست ایالت کارولینای جنوبی در سنای ایالات متحده آمریکا است که برای نخستین‌بار در ۲ ژانویه ۲۰۱۳ به‌عضویت این مجلس درآمد. او که عضو حزب جمهوریخواه است در زمرهٔ سناتورهای گروه سوم است که به‌مدت ۶ سال در سنا حضور دارند و تا تاریخ ۳ ژانویه ۲۰۱۷ در این مجلس خواهد بود. او در سال ۲۰۱۲ از سوی فرماندار کارولینای جنوبی به عنوان جانشین جیم دمینت که استعفا داده بود منصوب شد. تیم اسکات در انتخابات ویژهٔ نوامبر ۲۰۱۴ برای گذراندن باقی ماندهٔ دوره دمینت برگزیده شد.

## ریاست‌جمهوری ۲۰۲۴
تیم اسکات در مه ۲۰۲۳ اعلام کرد به عرصه رقابت‌های ریاست‌جمهوری در آمریکا می‌پیوندد.